# 新開 (屏東縣)
新開，是台灣屏東縣枋寮鄉的一個傳統地域名稱，位於該鄉中部略偏東南至東部略偏北地帶。相較於今日行政區，其範圍大致包括新開村不含東北部及東南端及西部凸出部分的北部邊界地帶東西兩段、天時村不含西北部及南部凸出部分。
本地區境內主要聚落為新開、中庄。

## 歷史
台灣日治初期，新開地區為一街庄，稱為「新開庄」（舊制街庄），隸屬於港東下里。該庄昔日西北及北與大響營庄為鄰，東與蕃地為鄰，南邊東至中段為內藔庄，南邊西段及西邊為水底藔庄。
1901年（日治明治三十四年）11月11日，全台廢縣廳改設二十廳，該庄隸屬於阿猴廳。1904年（明治三十七年）4月15日，該庄編入「枋藔區」，隸屬於阿猴廳。1905年（明治三十八年）4月1日，阿猴廳改稱「阿緱廳」。1909年（明治四十二年）10月25日，全台合併二十廳為十二廳，枋藔區仍隸屬於阿緱廳。1920年（大正九年）10月1日，全台地方制度大改正，廢十二廳改設五州二廳，該庄改制為「新開」大字，隸屬於高雄州潮州郡枋寮庄（新制街庄）。
戰後枋寮庄改制為枋寮鄉，隸屬於高雄縣，大字亦改制為村。1950年（民國39年）10月1日，高、屏分治，枋寮鄉改隸屬於屏東縣。
相較於今日行政區，本地區的範圍大致包括新開村不含東北部及東南端及西部凸出部分的北部邊界地帶東西兩段、天時村不含西北部及南部凸出部分。

## 聚落
本地區發展較早的聚落為新開、中庄，在日治期初期的官方地圖上已有記載。

## 交通
縣道185號又稱「沿山公路」，是大津至枋寮的南北向道路，經過本地區中部。由該道路北行可前往新埤鄉、萬巒鄉、萬巒鄉/瑪家鄉交界地帶、瑪家鄉/內埔鄉交界地帶、內埔鄉東北端等地；南行可前往枋寮鄉南部，並止於枋寮市區東郊的省道台1線路口。